# بوبي ميلز
بوبي ميلز (بالإنجليزية: Bobby Mills)‏ (16 مارس 1955 في المملكة المتحدة - ) هو لاعب كرة قدم بريطاني في مركز الوسط. لعب مع كولتشستر يونايتد ونادي تشيلمسفورد.